# Baardmanwever
De baardmanwever (Sporopipes squamifrons) is een zangvogel uit de familie Ploceidae (wevers en verwanten).

## Verspreiding en leefgebied
Deze soort telt 2 ondersoorten:
- S. s. fuligescens: Botswana, Zimbabwe en noordoostelijk Zuid-Afrika.
- S. s. squamifrons: van zuidwestelijk Angola tot noordwestelijk Zuid-Afrika.